# غرايدون أوليفر
غرايدون أوليفر (بالإنجليزية: Graydon Oliver)‏ مواليد 15 يونيو 1978 في ميامي، فلوريدا، الولايات المتحدة، هو لاعب كرة مضرب أمريكي بدأ مسيرته كمحترف سنة 2002 يلعب باليد اليمنى. أعلى تصنيف له في الفردي كان المركز الـ 865 في سنة 2003.

## النهائيات

### الفوز (8)
| الرقم | التاريخ         | الدورة                                | الأرضية  | الشريك           | المنافس في النهائي                 | النتيجة         |
| 1.    | مارس 11, 2002   | شمال ميامي بيتش, الولايات المتحدة     | صلبة     | إريك نونيز       | أوتا فوكاريك جيم توماس             | 3–6, 7–65, 7–5  |
| 2.    | سبتمبر 23, 2002 | هونغ كونغ                             | صلبة     | جان مايكل غامبيل | واين آرثرز أندرو كراتزمان          | 26–7, 6–4, 7–64 |
| 3.    | فبراير 3, 2003  | جوبلين, الولايات المتحدة              | صلبة (i) | مارتن غارسيا     | دييغو أيالا براندون كوبيه          | 6–1, 6–4        |
| 4.    | أبريل 5, 2004   | كالاباساس, الولايات المتحدة           | صلبة     | ترافيس باروت     | إيفو كلاك روبرت ليندستيدت          | 7–5, 6–3        |
| 5.    | سبتمبر 13, 2004 | بطولة الصين المفتوحة للتنس, الصين     | صلبة (i) | جستين جيملستوب   | أليكس بوغومولوف جونيور تايلور دينت | 4–6, 6–4, 7–66  |
| 6.    | سبتمبر 27, 2004 | بطولة تايلاند المفتوحة, تايلاند       | صلبة (i) | جستين جيملستوب   | إيف أليجرو روجر فيدرير             | 5–7, 6–4, 6–4   |
| 7.    | نوفمبر 8, 2004  | براتيسلافا, سلوفاكيا                  | صلبة (i) | سيمون أسبلين     | جوناثان إيرليتش نوام أوكون         | 7–65, 6–3       |
| 8.    | يوليو 18, 2005  | بطولة اتلانتا للتنس, الولايات المتحدة | صلبة     | بول هانلي        | سيمون أسبلين تود بيري              | 6–2, 3–1, ret.  |

## روابط خارجية
- غرايدون أوليفر على موقع رابطة محترفي التنس (الإنجليزية)
- غرايدون أوليفر على موقع الاتحاد الدولي لكرة المضرب (الإنجليزية)
- غرايدون أوليفر على موقع خلاصة التنس.كوم (الإنجليزية)